# Odontoscion xanthops
Odontoscion xanthops är en fiskart som beskrevs av Gilbert, 1898. Odontoscion xanthops ingår i släktet Odontoscion och familjen havsgösfiskar. IUCN kategoriserar arten globalt som livskraftig. Inga underarter finns listade i Catalogue of Life.